# 송정중학교 (부산)
송정중학교는 부산광역시 강서구에 있는 중학교 과정의 공립 각종학교이다.

## 연혁
- 2019년 3월 1일 : 이전한 옛 송정초등학교 자리에 개교[1]